# Sam and Max
 (décembre 2021).
Sam and Max (Sam & Max) est une franchise axée sur les personnages éponymes de Sam le chien et Max le lapin, de la police freelance. Les personnages, qui occupent de nos jours un univers parodiant la culture des États-Unis, furent créés par Steve Purcell dans sa jeunesse avant d'apparaître pour la première fois dans un comic en 1987.
Les personnages ont depuis été les protagonistes d'un jeu vidéo d'aventure développé par LucasArts, d'un dessin animé produit par la Fox, et d'un jeu vidéo épisodique développé par Telltale Games. En outre, divers machinimas et une bande dessinée en ligne basés sur la série ont été produites.
Les personnages principaux de la série sont des détectives anthropomorphiques dont les locaux sont situés dans un immeuble en mauvais état de New York. Sam est un chien calculateur d'environ 1,83 mètre (6 pieds) qui porte un costume cravate et un chapeau mou, tandis que Max est « une espèce de lapin hyperactif », agressif et de petite taille. Tous deux apprécient de résoudre problèmes et affaires d'une manière aussi alambiquée que possible, bien souvent au mépris total de la loi. Le duo, au volant d'une DeSoto Adventurer noire et blanche de 1960 apparemment indestructible, voyage un peu partout dans l'Histoire et le monde pour combattre le crime, entre autres sur la Lune, dans l'Égypte antique, à la Maison-Blanche ou aux Philippines, et divers autres endroits fictifs.
La série a été un succès notable en dépit d'une couverture médiatique relativement limitée, et a donc rassemblé une communauté de fans. Toutefois, la franchise n'a été réellement remarquée qu'après la sortie de Sam and Max Hit the Road (1993, Lucas Arts), qui mit en avant l'intérêt du comic original de Purcell. Sam and Max Hit the Road est considéré comme un « classique » des jeux d'aventure PC des années 1990. Les jeux vidéo et la série télé qui suivirent cette sortie plurent aussi bien aux critiques qu'aux fans ; Les critiques considèrent entre autres que le jeu vidéo au format épisodique constitue la première application réussie d'un modèle de distribution épisode par épisode pour un jeu vidéo.

## Généralités

### Création

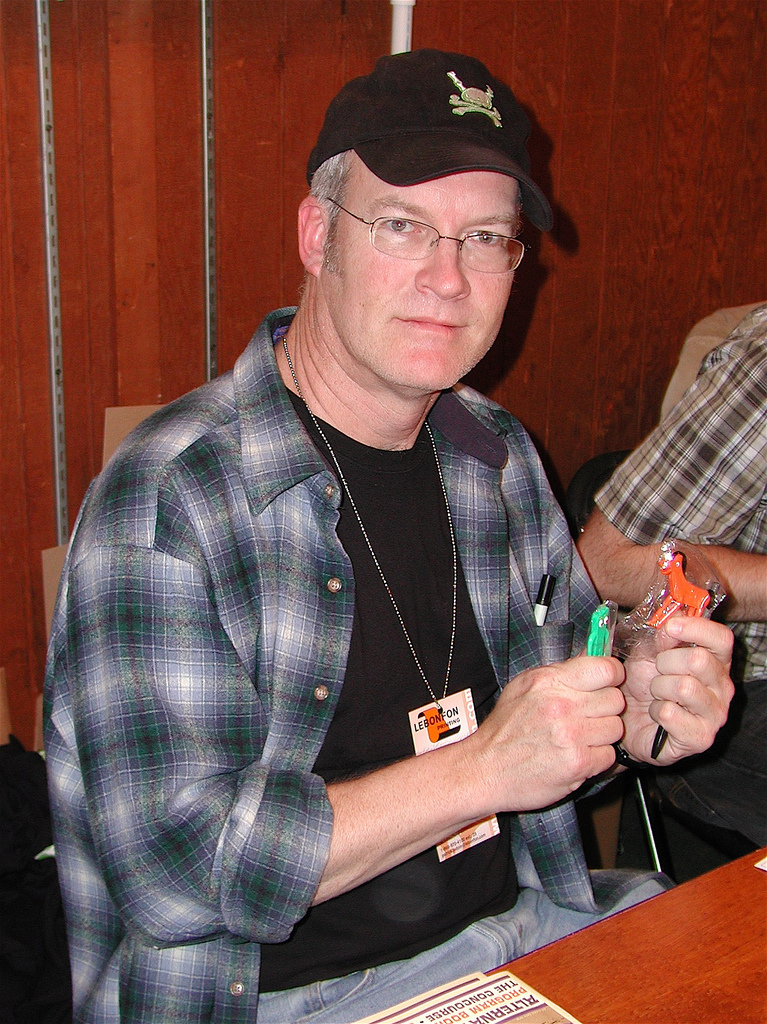
Steve Purcell, créateur de Sam et Max

L'idée de base de Sam and Max vient du petit frère de Steve Purcell, Dave. Enfant, celui-ci avait imaginé une bande dessinée dans laquelle apparaît une paire de détectives constituée d'un chien et d'un lapin. Dave laissait souvent traîner ses dessins dans la maison, alors Steve, par rivalité fraternelle, finissait souvent les histoires incomplètes de Dave sous la forme de parodies de l'histoire d'origine, par exemple en mélangeant exprès les noms des personnages, en leur faisant expliquer exagérément des évidences ou en se tirant dessus l'un l'autre. Il se moquait de la façon dont les personnages avait été dessinés « genre un peu comme pour parodier la façon d'écrire d'un enfant quand il dessine un comic ». Avec le temps, Steve a cessé de se moquer des œuvres de son frère pour créer ses propres histoires, de bout en bout, mais toujours avec les personnages initiaux.
Enfin, vers la fin des années 1970, Dave Purcell donna à Steve le droit d'utiliser ses personnages dans un contrat qu'il signe le jour de son anniversaire, permettant ainsi à Steve de développer ses personnages comme il l'entendait. En 1980, Purcell commence à produire des mini-BD pour la lettre hebdomadaire de l'école des arts et métiers de Californie. Et bien que l'aspect visuel des personnages n'y soit pas pleinement développé, les histoires y étaient d'un style similaire à celles qui suivraient en 1987, quand Purcell se verra offrir une chance de publier son œuvre proprement.
De nombreux aspects dans Sam and Max sont le fruit de l'expérience personnelle de Purcell. Les rats et les blattes apparaissent un peu partout dans la franchise, les rats étant d'ailleurs directement inspirés du rat de compagnie de Purcell. Pour prendre un autre exemple, Sam et Max sont de temps à autre montrés jouant à un jeu nommé le « fizzball », dont le but est de toucher une canette de bière en plein vol avec le manche d'une hache. Purcell avait autrefois inventé ce jeu avec ses amis, entre autres les auteurs de comics Art Adams et Mike Mignola.

### Personnages

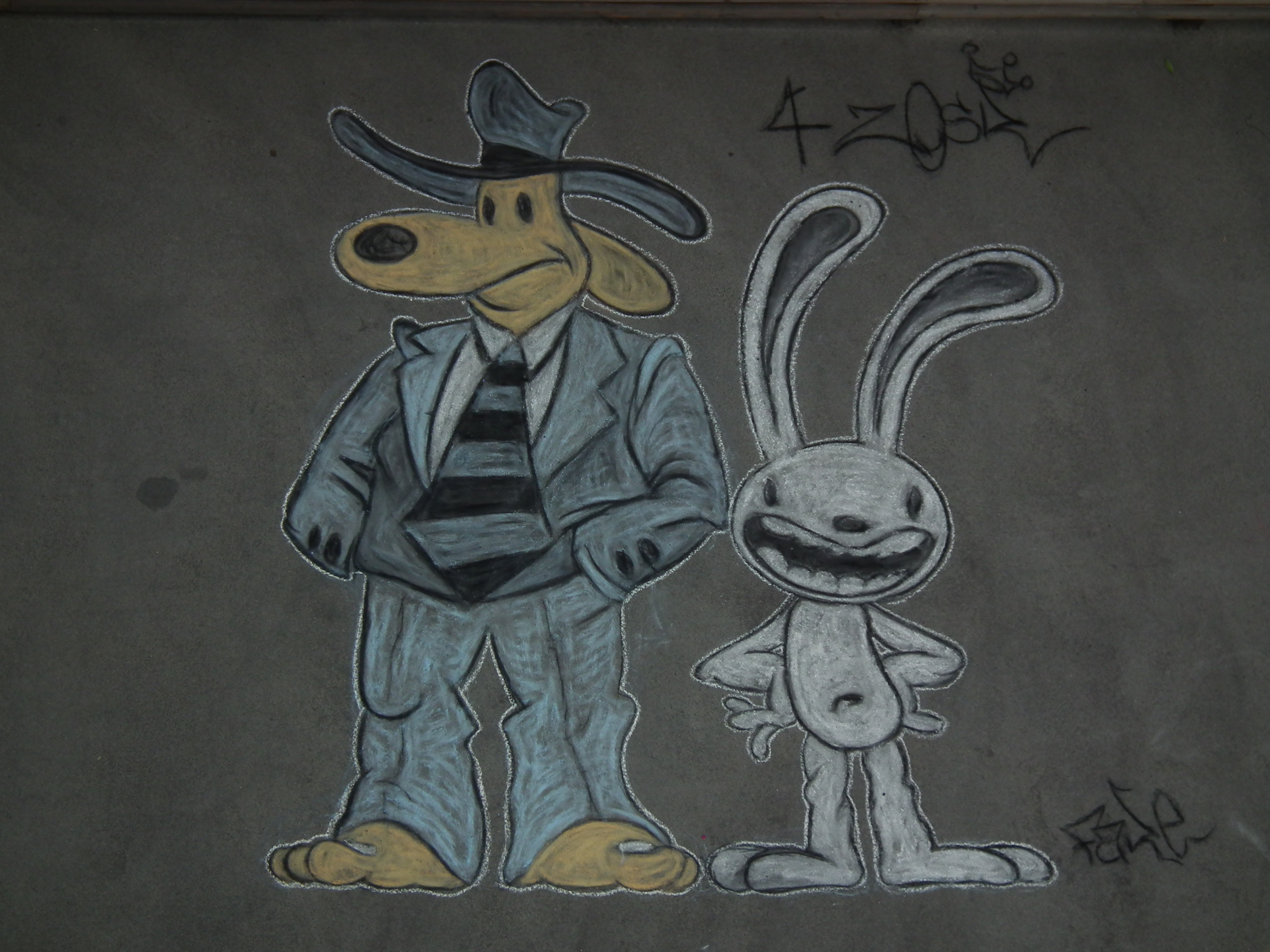
Fresque dessinée à la craie du chien Sam et du lapin Max, à Dresde, en Allemagne.

Sam est un « canine shamus » marron anthropomorphique, au caractère pataud mais optimiste. Il porte un costume cravate bleu ou gris et un feutre assorti pour rendre les gens plus coopératifs quand ceux-ci doivent parler avec un chien de près d'un mètre quatre-vingt. Un curieux sens de la justice fait de Sam le plus passionné dans le duo quand il s'agit de son travail de policier, difficile à prendre au sérieux à cause de Max. Néanmoins, il apprécie les manières et le cachet de leur ligne de travail. Sam possède des connaissances pratiquement encyclopédiques (particulièrement sur des sujets obscurs) et tend souvent à créer de longues phrases remplis de termes abscons et compliqués. Mais bien que prompt à montrer ce point (à la précision toute relative), Sam peut faire montre d'une totale ignorance quant à des sujets pratiques. Par exemple, malgré le fait qu'il aime bien sa DeSoto Adventurer, il en néglige l'entretien. Sam garde aussi quelques caractéristiques attribuées généralement aux chiens : il est attentif et enthousiaste, et sensible aux émotions telles que la gêne ou la culpabilité. De plus, Sam « peut pas s'empêcher de sortir la tête par la fenêtre de la voiture en laissant pendouiller sa langue pour prendre le vent ». Sam perd rarement son calme et peut réagir à des situations de panique extrême avec un calme olympien. Quand il s'énerve vraiment, Sam se comporte d'une manière violente et peu commune, auquel cas c'est généralement Max qui le calme et l'empêche d'étaler sa hargne. D'habitude, Sam porte un revolver de calibre 44 (surdimensionné).
Max est « une espèce de lapin hyperactif de trois pieds de haut » au pelage blanc et préférant être classé comme lagomorphe. Max n'a gardé que peu de points communs avec les lapins, ses oreilles restant en permanence pointées vers le haut dans une posture d'excitation et sa mâchoire énorme restant figée dans un rictus malsain. Sans gêne, désinhibé et pratiquement psychotique, Max aime la violence et préfère d'habitude régler les problèmes de la manière la plus agressive possible, voyant le monde comme tout au plus « un flipper dont la bille est [sa] conscience ». Ceci donne au personnage une forme de désintérêt pour l'auto-préservation : Max sortira de situations dangereuses avec peu voire pas d'expérience vis-à-vis des risques qu'il vient d'encourir. En conséquence, Max est par nature prompt à participer à toute forme d'activité, même s'il s'agit d'être utilisé comme coupe-câble électrique ou comme matraque de fortune par Sam. Et pourtant, Max a l'esprit très vif et un bon sens de l'observation, tout comme il apprécie de vivre de nouvelles expériences de façon aussi imprévues que possible. En dépit de ceci, Max déteste les longues histoires et perd régulièrement le fil lors de longues séances de dialogues. De son propre aveu, Max ne peut pas rester concentré bien longtemps. Malgré sa personnalité en apparence sans cœur, il croit fermement qu'il protège Sam ; même s'il peut réagir violemment à son égard, en déclarant entre autres qu'à sa mort, il emportera Sam avec lui. Max est également ultra-possessif à l'égard de Sam quand son statut de partenaire ou de meilleur ami sont en jeu. Max porte traditionnellement un Luger P08 mais étant donné qu'il n'a pas de vêtements, les autres personnages lui demandent souvent où Max range son arme. Purcell considère Max comme un représentant pur du « ça », qui constitue les tendances instinctives les moins coordonnées de la psyché humaine.
Plusieurs personnages récurrents sont aussi présents. Ainsi, le commissaire téléphone à Sam et Max au début de chaque affaire, et bien qu'on ne le voit jamais il est souvent présenté comme un homme dur mais proche de ses agents. Flint Paper, un détective qui loge dans la pièce voisine du bureau de Sam et Max, apparaît également à plusieurs reprises. Zélé et psychopathe, son appartement et ses adversaires font régulièrement les frais de son tempérament.

## Média

### Lescomics
Sam et Max apparaissent en 1987 dans le magazine américain Sam and Max: Freelance Police publié par l'entreprise Fishwrap Productions (en). La première BD, Monkeys Violating The Heavenly Temple (Les Singes profanant le temple céleste) fut la première histoire complète de Steve Purcell. La BD sortit peu après que Purcell eut accepté de créer une histoire complète de Sam et Max pour la publier aux côtés de la série Fish Police de Steven Moncuse. Monkeys Violating The Heavenly Temple mit en place de nombreux points caractéristiques de la série. L'intrigue principale voyait nos deux policiers freelance voyager jusqu'aux Philippines pour mettre un terme au culte du dieu d'un volcan. En aparté de l'intrigue principale, Night of the Gilded Heron-Shark (« La Nuit du héronquin doré ») et Night of the Cringing Wildebeest (« La Nuit du gnou servile ») suivaient tour à tour les discussions sans but d'une bande de gangsters dans les locaux de Sam et Max et une enquête dans un stand de boissons en plein carnaval.
Dans les années qui suivirent, plusieurs autres comics furent publiés, souvent par différentes éditions dont Comico et Epic Comics. L'histoire Fair Wind to Java (« Bon Vent à Java ») fut à l'origine publiée en 1988 comme une histoire du Munden's Bar dans les pages de Grimjack (en) (First Comics), préfigurant le combat des deux policiers freelance contre des aliens constructeurs de pyramides en Ancienne Égypte. Il fut suivi en 1989 par On the Road (« Sur la Route »), une histoire en trois chapitres dépeignant ce que Sam et Max font quand ils sont en vacances. En 1990, une histoire sur le thème de Noël, The Damned Don't Dance (« Les Maudits ne dansent pas ») fut publiée. 1992 vit sortir deux autres comics : dans Bad Day On The Moon (« Sale Temps sur la Lune »), les deux policiers freelance devaient s'occuper d'une invasion de blattes dérangeant des rats géants sur la Lune (l'histoire sera plus tard portée à la télé dans le dessin animé), et dans Beast From The Cereal Aisle (« La Bête du rayon céréales »), le duo devait exorciser le supermarché du coin. Deux autres histoires furent produites en 1997 dans The Kids Take Over (« Les Enfants au pouvoir ») et Belly Of The Beast (« Le Ventre de la bête »). Dans la première, Sam et Max découvrent au sortir d'un sommeil cryogénique un monde dominé par les enfants. Dans la seconde, les policiers freelance devaient faire face à un vampire ravisseur d'enfants pendant Halloween.
Purcell entra chez LucasArts en 1988 en tant qu'artiste et concepteur de jeux, où on lui proposa de participer à la nouvelle lettre d'information trimestrielle de LucasArts, The Adventurer (« L'Aventurier »), destinée à informer les clients de la firme des jeux LucasArts à venir et des dernières nouvelles. De ses débuts en 1990 et jusqu'en 1996, Purcell créa quelque douze comic strips pour la lettre d'information. Ces mini-bandes dessinées racontaient une multitude d'histoires, allant d'intrigues proches des bandes dessinées d'autrefois jusqu'à des parodies de jeux LucasArts tels que Monkey Island (« L'Île aux singes ») et Full Throttle (« Plein Gaz ») ou les franchises Lucasfilm comme Star Wars (« La Guerre des étoiles ») et Indiana Jones.
En 1995, tous les comics et toutes les mini-BD de The Adventurer publiés jusqu'alors furent mis en vente dans une compilation, Sam and Max: Surfin' the Highway (« Sam and Max : Surf sur l'autoroute »). Ce livre de 154 pages publié par la Marlowe & Company fut ensuite mis à jour et republié en 1996. Cette version originale de Surfin' the Highway fut en rupture de stock dès 1997, au point de devenir un objet de collection particulièrement cher, vendu sur des sites comme eBay. En 2007, Telltale Games publia un livre de 197 pages pour fêter les 20 ans de BD de Purcell. Ce livre contient tous les comics et toutes les mini-BD de ces vingt dernières années agrémentés d'autres dessins. Cette seconde publication reçu un Eisner Award, nommé « Meilleur album (matériel réédition) » en 2009.
En décembre 2005, Purcell commence une bande dessinée en ligne de Sam & Max, hébergée sur le site web de Telltale Games. Intitulé The Big Sleep (« Le Grand sommeil »), la BD débutait sur Sam et Max sortant de leurs tombes dans le cimetière de l'église Kilpeck en Angleterre, ceci pour symboliser le retour des policiers freelance après presque une décennie d'absence. Dans cette histoire de 12 pages, Max doit sauver Sam de perce-oreilles qui commencent à former une colonie dans le crâne de Sam. La bande dessinée vit son aboutissement en avril 2007, est récompensée l'été suivant par le prix Eisner de la meilleure bande dessinée en ligne.
En décembre 2014, l'éditeur français Onapratut annonce la parution de l'intégralité des comics de Steve Purcell consacrés aux personnages, pour la première fois en langue française.

### Jeu vidéo
Après l'entrée de Purcell chez LucasArts en 1988, les personnages de Sam et Max apparurent sous forme de matériel de test en interne pour le nouveau moteur de jeu SCUMM des programmeurs, grâce à des versions animées des personnages ainsi qu'un décor de bureau pour que les programmeurs se fassent la main. En 1992, LucasArt proposa à Purcell de créer un jeu vidéo avec les personnages. La proposition fut motivée d'un côté par l'envie de faire apparaître de nouveaux personnages après les succès de ses deux autres jeux d'aventures, Monkey Island et Maniac Mansion (« La Maison du maniaque »), et d'un autre côté par les retours positifs des fans qui suivaient la lettre d'information The Adventurer de LucasArts dans laquelle Purcell dessinait ses mini-bandes dessinées. En conséquence, le développement d'un nouveau jeu d'aventure graphique, Sam and Max Hit the Road (« Sam and Max prennent la route »), débuta rapidement. Le jeu utilisait la neuvième version du moteur SCUMM et ses concepteurs étaient Sean Clark (en), Michael Stemmle, Steve Purcell et sa future femme, Collette Michaud. Basé en partie sur la bande dessinée de 1989 On the Road, le jeu faisait voyager les deux policiers freelance aux quatre coins de l'Amérique à la recherche d'un sasquatch en fuite. Sam fut doublé par le comédien Bill Farmer et Max par l'acteur Nick Jameson dans la version originale, tandis que la version française verra Jean-Claude Donda aux deux rôles. À l'origine, Sam and Max Hit the Road sortit en novembre 1993 sur DOS. Peu après Sam and Max Hit the Road, un autre Sam and Max exploitant le moteur SCUMM fut prévu sous la direction de Purcell et Dave Grossman, mais fut abandonné en cours de route. Dans un entretien, Grossman décrira le point culminant de cette suite comme « un vaisseau spatial géant en forme de tête de Max ».
Dans le courant de septembre 2001, un nouveau projet vit le jour : Sam and Max Plunge Through Space (« Sam and Max plongent dans l'espace »). Le jeu devait être une exclusivité Xbox développée par Infinite Machine, une petite entreprise composée d'anciens employés de LucasArts. L'histoire du jeu avait été développée par Purcell et son collègue concepteur Chuck Jordan, et voyait la police freelance parcourir la galaxie à la recherche d'une Statue de la Liberté volée. Toutefois, Infinite Machine fit faillite moins d'un an après, et le projet fut abandonné.
Lors de l'E3 2002, pratiquement dix ans après la sortie de Sam and Max Hit the Road, LucasArts annonça sa suite sur PC dans un jeu intitulé Sam and Max: Freelance Police (« Sam et Max, policiers indépendants »). Tout comme son prédécesseur, Freelance Police devait être un jeu d'aventure graphique de type pointer-cliquer qui aurait exploité un nouveau moteur de jeu 3D. Le développement de Freelance Police fut supervisé par Michael Stemmle, tandis que Steve Purcell contribua au projet en écrivant l'histoire et en fournissant des concept arts. Farmer et Jameson furent également re-sélectionnés pour tenir les doublages des personnages. Toutefois, en mars 2004, LucasArts annula brutalement le développement pourtant avancé de Freelance Police en prétextant dans un bref communiqué de presse « des considérations économiques sous-jacentes et la réalité du marché actuel ». La réaction des fans, en apprenant l'annulation, fut forte ; LucasArts recevra entre autres une pétition de quelque 32 000 signatures de fans déçus.
En 2005, LucasArt perdit le droit d'exploitation de la franchise Sam and Max de Steve Purcell. La franchise passa alors à la Telltale Games, une entreprise composée d'anciens employés de LucasArts qui avaient travaillé sur de nombreux jeux d'aventures de la firme, dont Freelance Police. Avec Telltale Games, un nouveau jeu vidéo Sam and Max fut annoncé, cette fois-ci sous la forme d'épisodes. Et tout comme Hit the Road et Freelance Police, Sam and Max Save the World (« Sam and Max : Sauvez le monde ») prenait la forme d'un jeu d'aventure de type pointer-cliquer. Ce jeu utilisait toutefois un moteur de jeu 3D différent de celui employé dans Freelance Police. La première saison est composée de six épisodes, chaque épisode étant une histoire à part entière contenant des éléments d'une intrigue plus vaste axée sur l'hypnose. Le premier épisode sortit en octobre 2006 sur GameTap, avec des épisodes sortant à intervalles réguliers jusqu'en avril 2007. Les doubleurs de la version originale changent, Sam étant doublé par David Nowlin et Max par Andrew Chaikin (en) (pour le premier épisode) puis William Kaster (pour le reste). Jean-Claude Donda reprendra pour sa part le doublage des deux compères dans la version française. En plus des épisodes, Telltale Games produisit quinze petits machinima pour accompagner les épisodes. Ces machinima furent publiés par groupe de trois entre chaque épisode, et montraient diverses activités des policiers freelance entre chaque histoire.
Une seconde saison du jeu vidéo épisodique développé par TellTale Games fut annoncée en juillet 2007. Sam and Max Beyond Time and Space (« Sam and Max : Au-delà du temps et de l'espace ») suivait le même format en épisodes que Save the World, à savoir des épisodes à l'histoire auto-suffisante et doublée d'une intrigue couvrant le retour des âmes des morts. Tout comme pour Save the World, les épisodes étaient en premier publiés sur GameTap avant d'être mis sur les rayons. La saison était composée de cinq épisodes diffusés entre novembre 2007 et avril 2008. Nowlin et Kasten rempilèrent aux doublages de Sam et Max dans la version originale. En plus des jeux en en-mêmes, une vidéo machinima de vingt minutes fut produite sous la forme d'un épisode spécial Noël de Sam and Max.
Un troisième jeu intitulé Sam and Max : The Devil's Playhouse (« Sam and Max : La maison de poupées du Diable ») fut annoncé en mai 2008 et devait sortir en 2009. Le titre fut ensuite repoussé à 2010 en même temps que des esquisses du jeu furent publiées, peu après que Telltale a fini Tales of Monkey Island (« Les Contes de l'île aux singes »). La saison comportait encore cinq épisodes sortant chaque mois entre avril et août 2010. The Devil's Playhouse suivait une structure proche de Tales of Monkey Island, à savoir que chaque épisode constituait une partie d'une narration plus générale axée cette fois sur des pouvoirs psychiques et ceux qui comptent les utiliser pour dominer le monde. Une petite animation flash de deux minutes était fournie avec le jeu et racontait l'histoire du général Skun-ka'pe, l'un des (principaux) méchants du jeu. Max apparaît aussi dans le petit jeu Poker Night at the Inventory (« Nuit de poker dans l'entrepôt », par Telltale) sorti en 2010 ; il se tient aux côtés de Tycho Brahe (de la bande dessinée en ligne Penny Arcade), du Heavy (personnage du jeu Team Fortress 2) et de Strong Bad (de Homestar Runner).

### Le dessin animé
En 1997, Sam & Max fut adapté en dessin animé pour la Fox. Produite par le studio canadien Nelvana, la série était constituée de 24 épisodes d'environ 10 minutes chacun, souvent diffusés par paire par les chaînes Fox Kids aux États-Unis, YTV au Canada et Channel 4 au Royaume-Uni. Le premier épisode fut diffusé le 4 octobre 1997 et la série pris fin le 25 avril 1998. À l'inverse des autres supports de Sam & Max qui ciblaient un public adulte, The Adventures of Sam & Max: Freelance Police (« Les Aventures de Sam et Max, policiers indépendants ») visait un public jeune, bien que certains épisodes de la série contenaient effectivement quelques blagues à l'attention des plus grands. En conséquence, la violence inhérente à la franchise y est baissée de façon notable, et les personnages ne jurent pas autant que sur les autres supports. Comme dans tout Sam & Max, les policiers freelance du dessin animé reçoivent des missions de leur mystérieux supérieur (le commissaire) et partent résoudre des affaires qui les mèneront à des endroits aussi variés qu'improbables. Dans la version originale, Sam est doublé par Harvey Atkin et Max par Robert Tinkler. Dans la version française, Sam est doublé par Patrick Guillemin et Max par Vincent Ropion. La série eut une bonne audience et fut considérée comme un succès, nommée "Meilleur dessin animé" aux Prix Gemini. Malgré le succès de la série, une seconde saison ne fut jamais proposée. En juin 2007, des rumeurs affirmaient que l'entreprise Shout! Factory (en) préparait des coffrets de DVD de la série. En octobre 2007, pour promouvoir Sam & Max Save the World, GameTap hébergea la série sur son site web et les coffrets de DVD ne furent mis en vente qu'en mars 2008.

### Musique
La franchise Sam & Max comporte nombre de musiques associées à ses jeux vidéo. Ces musiques s'ancrent pour la plupart dans le jazz de films noirs sur lequel s'ajoutent d'autres styles à différents points des jeux, allant du dixieland à la valse en passant par les mariachis, souvent pour enrichir le côté dessin animé de la série. Le premier Sam & Max, Hit the Road, fut parmi les premiers à avoir pour bande-son des partitions complètes écrites par les compositeurs de LucasArts Clint Bajakian, Michael Land et Peter McConnell. La musique fut incorporée au jeu grâce au moteur de pistes sonores iMUSE de Land et McConnell qui permettait de synchroniser le son avec les graphismes. En outre, bien que la bande-son du premier jeu ne fut jamais mise en vente, la version CD bénéficia de pistes haute qualité et des fans ont pu recréer une version de meilleure qualité (conteneur MP3) de la piste au format MIDI d'origine.
Pour Save the World et Beyond Time and Space, Telltale Games engagea pour écrire les partitions Jared Emerson-Johnson, un musicien qui avait déjà travaillé à la composition et au montage sonore chez LucasArts. Les bandes-sons des deux jeux (chacune prenant 2 CD) furent mises en vente peu après les sorties des jeux en eux-mêmes; en juillet 2007 pour la saison une, et en septembre 2008 pour la saison deux. À contrepied des musiques synthétisées par ordinateur que l'industrie du jeu vidéo emploie (très) souvent, Emerson-Johnson a utilisé un orchestre pour enregistrer ses morceaux, qui furent accueillies positivement par les critiques du milieu. IGN a décrit l'œuvre d'Emerson-Johnson comme « un souffle d'air frais », 1UP.com comme « un travail de haute volée » et Music4Games (en) écrivit dans sa revue que « la nature fantasque de son approche du jazz classique est adaptée à l'univers de Sam & Max, proche de la culture populaire américaine avec une touche d'irrévérence ». Purcell fit remarquer plus tard qu'Emerson-Johnson avait simplement « mélangé une titanesque palette de genres et de styles musicaux » et en septembre 2008, Brendan Q. Ferguson, l'un des concepteurs en chef de Save the World et Beyond Time and Space, déclara qu'à son avis, les partitions d'Emerson-Johnson étaient la source vitale de l'atmosphère des jeux car, avant l'implémentation de la bande-son dans ces derniers, jouer à ces jeux était « une horreur sans pareille ».

## Impact culturel et réception

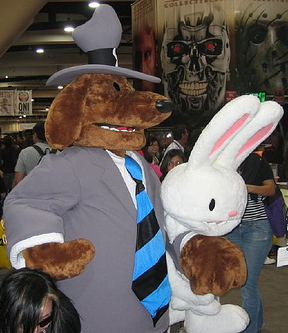
Un costume de Sam et Max au salon international Comic-Con de 2007

La franchise Sam & Max a connu un succès critique, au point d'être de nos jours considérée comme un exemple typique de l'industrie vidéoludique des années 1990 et du jeu d'aventure en général. En 2007, Steve Purcell écrit que le succès de ses créations l'a quelque peu surpris en dénotant la grande quantité de fans qu'elle a générée malgré la petite taille de la franchise. Comme Sam & Max ne comporte que peu de bandes dessinées et de jeux vidéo ainsi qu'une série télé somme toute assez courte, Purcell a expliqué qu'il « n'y a certainement pas assez de contenu pour générer cet engouement constant si typique des sitcoms sans cesse renouvelés, ni une bande dessinée syndiquée comme celles qui sont apparues depuis la guerre de Corée ». La bande dessinée fut bien accueillie par la critique qui appréciait l'humour et le style des histoires et des personnages. Néanmoins, d'autres commentaires firent remarquer que la bande dessinée ne s'était pas particulièrement distinguée auprès du public ou des critiques avant la sortie de Hit the Road en 1993. Il semble donc que les jeux vidéo au format épisodique des années 2000 ne servent qu'à raviver l'intérêt du public dans la BD, d'où la création du webcomic The Big Sleep et la publication d'une édition anniversaire de Surfin' the Highway.
À sa sortie en 1993, Hit the Road reçu des éloges presque unanimes. La critique appréciait le titre pour son humour, son doublage, ses graphismes, sa musique et son gameplay. Il en est venu à être considéré comme un classique du jeu d'aventure et l'un des plus gros succès critiques de LucasArts. Hit the Road apparaît régulièrement dans les premiers jeux et fut nommé « meilleur CD-ROM d'animation » aux Annie Awards bien que le trophée ait été décerné à Star Wars: Rebel Assault (« Star Wars : L'Assaut des rebelles »). La brutale annulation de la suite de Hit the Road en 2004 fut la cause de nombreuses critiques envers LucasArts. En plus d'une pétition de 32 000 signatures désapprouvant l'arrêt du développement de Freelance Police, Steve Purcell et les médias critiquaient aussi le choix de LucasArts. Purcell déclara qu'il ne comprenait pas pourquoi le jeu avait été annulé puisque selon lui, le développement du jeu se déroulait sans accroc. Les médias mirent pour leur part l'accent sur l'idée que LucasArts cherchait ainsi à consolider sa position sur des jeux vidéo présentant peu de risques financiers, comme les Star Wars, au lieu de persister dans les jeux d'aventures qui lui avaient apporté la gloire quelques années plus tôt. L'annulation de Freelance Police est souvent cité comme un point culminant dans le genre sur le déclin du jeu d'aventure, et LucasArts licenciera plus tard nombre des concepteurs qui ont participé au développement de ses jeux d'aventures, mettant ainsi fin à cette période dans l'entreprise.
Bien que Save the World ne fût pas reçu avec autant d'éloges que Hit the Road, il reçut tout de même une réponse favorable des critiques pendant sa sortie entre 2006 et 2007. Les critiques apprécièrent l'humour du jeu, ses graphismes et son gameplay, même si des voix s'élevèrent contre la faible difficulté des énigmes et le manque de dynamique de l'histoire. Save the World est considéré par les journalistes de l'industrie du jeu vidéo comme la première application réussie du jeu vidéo épisodique, car Telltale Games était parvenu à fournir un contenu de niveau honorable dans un intervalle de temps très court. Les précédentes tentatives de Valve Software avec sa série Half-Life, de Ritual Entertainment avec Sin Episodes et de Telltale Games avec Bone:Out of Boneville (« Bone : la forêt sans retour ») ne furent pas, pour diverses raisons, considérées comme des succès de ce modèle de distribution. Similaire à son prédécesseur, Beyond Time and Space fut aussi bien accueilli et critiqué pour les mêmes erreurs, bien qu'il fût dans l'ensemble mieux apprécié des critiques.
Le succès de la franchise a généré une gamme de produits dérivés tels que des posters, des estampes, des articles de cuisine et des carnets de croquis sur l'œuvre de Purcell à divers moments du développement de la série. Des statuettes à collectionner des personnages ont également été créées. Toutefois, malgré des allusions dans les croquis de Purcell et les exigences de fans comme de la presse, aucune peluche des personnages n'a été produite.